# Anchors
Anchors ist ein Musikalbum von Jason Stein. Die am 19. bzw. 20. Dezember 2022 bei Electrical Audio in Chicago entstandenen Aufnahmen erschienen 2024 auf Whit Dickeys Label TAO Forms.

## Hintergrund
Der Bassklarinettist Jason Stein hatte sich aufgrund chronischer Schmerzen, die ihn plagten, mehrere Jahre eine Auszeit von Aufnahmen und Auftritten genommen. Stein begann, tief in seinen Körper einzutauchen, erlernte Massage, insbesondere Triggerpunkttherapie, übte Atemtechniken und nahm kalte Bäder, notierte Mark Corroto.
Anchors ist gewissermaßen das Ergebnis und der Bericht seiner Verwandlung. Zusammen mit dem mysteriösen und ansonsten nicht identifizierten Produzenten (und Gitarristen auf „Anchor“) Boon kehrte Stein im Dezember 2022 mit einem Trio mit dem Bassisten Joshua Abrams und dem Schlagzeuger Gerald Cleaver zu weiteren Aufnahmen zurück. Obwohl dies die erste Begegnung mit Cleaver ist, war Stein reguläres Mitglied von Abrams‘ Natural Information Society, und der Bassist ist auch im Jason Stein Quartet zu hören, wie auf dem Album Lucille! (2017). Das Album wird von zwei Duos mit dem Gitarristen eröffnet und abgeschlossen: „Anchor I“ und „Anchor II“.

## Titelliste
- Jason Stein: Anchors (TAO Forms TAO 016)[2]

1. Anchor I (Boon) 2:42
2. Boon 3:46
3. Crystalline (Boon, Jason Stein) 7:28
4. Cold Water 6:30
5. An Origin 7:13
6. Holding Breath 12:05
7. Anchor II (Boon) 2:14

Soweit nicht anders vermerkt, stammen die Kompositionen von Jason Stein.

## Rezeption
Nach Ansicht von Mark Corroto, der das Album in All About Jazz mit vier Sternen auszeichnete, würde Jason Stein Anchors niemals im Leben als seine Variation von A Love Supreme (Impulse!, 1965) bezeichnen. Aber ein Vergleich sei durchaus möglich. John Coltranes Quartettaufnahme sei das persönlichste und tiefgründigste Statement seiner Karriere gewesen, so der Autor, und dasselbe ließe sich auch über Stein und Anchors sagen.
Während das 12-minütige „Holding Breath“ swingen würde, sei diese Musik ansonsten das genaue Gegenteil davon, meint Phil Freeman (Ugly Beauty/Stereogum). „Crystalline“ sei krasser und introspektiver Free Jazz, fast in der Tradition von Roscoe Mitchell, mit viel Raum zwischen den Instrumenten und extrem tiefen und hohen Frequenzen, die aneinander vorbeischweben und es dem Hörer überlassen, die Lücken zu füllen. Steins Klarinette flattere, Abrams’ gestrichener Bass stöhne und Cleavers Becken singen.
Die Bereiche in Steins bisherigen Schaffen reichten von einer Mischung aus gleichmäßig rhythmischen Abschnitten und experimentierfreudigen Höhenflügen auf seinem Instrument bis hin zu Solopassagen, die die gutturaleren Extreme des Instruments ausloten („In Exchange for a Proces“, Leo). Anchors bringe diese unterschiedlichen Ansätze zusammen, schrieb Mike Shanley (Shanley on Music). Die Musik auf Anchors sei von Steins Heilung inspiriert, wobei Titel wie „Cold Water“, „Holding Breath“ und „Crystalline“ von verschiedenen Aspekten dieser Reise stammen. Wie bei jedem guten Konzeptalbum trügen die Ideen hinter der Musik zu einem besseren Verständnis des Werks bei, obwohl die Darbietung gleichzeitig für sich stehe, auch wenn die Details der Informationen nicht zur Hand seien. Man müsse wohl genau hinhören, um die Arbeit des Trios (oder Duos) zu würdigen, aber das sei bei dieser Musik immer ein entscheidendes Element.